# Ronan Curtis
Ronan Curtis (ur. 29 marca 1996 w Londynie) – irlandzki piłkarz grający na pozycji lewego napastnika. W sezonie 2021/2022 występuje w klubie Portsmouth F.C.

## Kariera juniorska
Curtis jako junior grał w Kildrum Tigers i w Swilly Rovers. W 2014 roku przeniósł się do Derry City.

## Kariera seniorska

### Derry City F.C.
Debiut dla tego Derry City F.C. Curtis zaliczył 8 maja 2015 roku w przegranym 0:2 spotkaniu przeciwko Galway United. Pierwszego gola piłkarz ten strzelił 30 października 2015 roku w meczu z Longford Town F.C. (przeg. 4:2). Łącznie w barwach Derry City Irlandczyk wystąpił 99 razy, zdobywając 24 bramki.

### Portsmouth F.C.
Curtis doszedł do porozumienia w sprawie kontraktu z Portsmouth F.C. 22 maja 2018 roku. Zadebiutował on dla tego klubu 4 sierpnia 2018 roku w meczu z Luton Town F.C. (wyg. 1:0). Pierwszą bramkę zawodnik ten zdobył tydzień później w wygranym 1:2 spotkaniu przeciwko Blackpool, notując dublet. Do 26 września 2021 roku dla Portsmouth Irlandczyk rozegrał 151 meczów, strzelając 41 goli.

## Kariera reprezentacyjna
| Mecze i gole w reprezentacji | Mecze i gole w reprezentacji | Mecze i gole w reprezentacji | Mecze i gole w reprezentacji | Mecze i gole w reprezentacji | Mecze i gole w reprezentacji | Mecze i gole w reprezentacji | Mecze i gole w reprezentacji              |
| Irlandia U-21                | Irlandia U-21                | Irlandia U-21                | Irlandia U-21                | Irlandia U-21                | Irlandia U-21                | Irlandia U-21                | Irlandia U-21                             |
| Lp.                          | Data                         | Miejsce                      | Gospodarz                    | Gość                         | Wynik                        | Gol                          | Rozgrywki                                 |
| ---------------------------- | ---------------------------- | ---------------------------- | ---------------------------- | ---------------------------- | ---------------------------- | ---------------------------- | ----------------------------------------- |
| 1.                           | 25.03.2017                   | Tallaght                     | Irlandia U-21                | Kosowo U-21                  | 1:0                          |                              | Mistrzostwa Europy U-21 2019 – eliminacje |
| 2.                           | 05.09.2017                   | Baku                         | Azerbejdżan U-21             | Irlandia U-21                | 1:3                          |                              | Mistrzostwa Europy U-21 2019 – eliminacje |
| 3.                           | 05.10.2017                   | Tallaght                     | Irlandia U-21                | Norwegia U-21                | 0:0                          |                              | Mistrzostwa Europy U-21 2019 – eliminacje |
| 4.                           | 09.10.2017                   | Tallaght                     | Irlandia U-21                | Izrael U-21                  | 4:0                          |                              | Mistrzostwa Europy U-21 2019 – eliminacje |
| 5.                           | 14.11.2017                   | Drammen                      | Norwegia U-21                | Irlandia U-21                | 2:1                          |                              | Mistrzostwa Europy U-21 2019 – eliminacje |
| 6.                           | 22.03.2018                   | Tallaght                     | Irlandia U-21                | Islandia U-21                | 3:1                          |                              | Mecz towarzyski                           |
| 7.                           | 27.03.2018                   | Tallaght                     | Irlandia U-21                | Azerbejdżan U-21             | 1:0                          |                              | Mistrzostwa Europy U-21 2019 – eliminacje |
| 8.                           | 07.09.2018                   | Mitrowica                    | Kosowo U-21                  | Irlandia U-21                | 1:1                          | Gol                          | Mistrzostwa Europy U-21 2019 – eliminacje |
| 9.                           | 11.10.2018                   | Akka                         | Izrael U-21                  | Irlandia U-21                | 3:1                          |                              | Mistrzostwa Europy U-21 2019 – eliminacje |
| Irlandia                     |                              |                              |                              |                              |                              |                              |                                           |
| Lp.                          | Data                         | Miejsce                      | Gospodarz                    | Gość                         | Wynik                        | Gol                          | Rozgrywki                                 |
| 1.                           | 15.11.2018                   | Dublin                       | Irlandia                     | Irlandia Północna            | 0:0                          |                              | Mecz towarzyski                           |
| 2.                           | 19.11.2018                   | Aarhus                       | Dania                        | Irlandia                     | 0:0                          |                              | Liga Narodów UEFA 2018/2019               |
| 3.                           | 10.09.2019                   | Dublin                       | Irlandia                     | Bułgaria                     | 3:1                          |                              | Mecz towarzyski                           |
| 4.                           | 14.10.2020                   | Helsinki                     | Finlandia                    | Irlandia                     | 1:0                          |                              | Liga Narodów UEFA 2020/2021               |
| 5.                           | 12.11.2020                   | Londyn                       | Anglia                       | Irlandia                     | 3:0                          |                              | Mecz towarzyski                           |
| 6.                           | 18.11.2020                   | Dublin                       | Irlandia                     | Bułgaria                     | 0:0                          |                              | Liga Narodów UEFA 2020/2021               |
| 7.                           | 03.06.2021                   | Andora                       | Andora                       | Irlandia                     | 1:4                          |                              | Mecz towarzyski                           |

## Sukcesy
Sukcesy w karierze klubowej:
- Football League Trophy – 1x, z Portsmouth, sezon 2018/2019